# Zakir Hasanov
Pour les articles homonymes, voir Hasanov.
Zakir Hasanov (en azéri : Zakir Həsənov ; en russe : Закир Гасанов), né le 6 juin 1959 dans le raïon d'Astara, est un général et un homme politique azerbaïdjanais.

## Biographie
Diplômé de l'École supérieure de commandement interarmes de Bakou en 1980, en tant qu'officier d'artillerie, il sert pendant cinq ans dans les Forces armées soviétiques en Allemagne de l'Est, puis huit ans aux bureaux militaires de l'Altaï, en Sibérie. Après la chute de l'Union soviétique, il sert dans les troupes azerbaïdjanaises pendant dix ans. Il est alors nommé chef du bureau des relations internationales au service des frontières.
En janvier 2003, il est nommé vice-ministre de l'Intérieur et commandant des troupes intérieures, puis promu au grade de major-général quatre mois plus tard. Le 22 octobre 2013, il est nommé ministre de la Défense. Quelques jours plus tard, il affirme que «l'Azerbaïdjan défend la libération de son territoire pacifiquement, mais le pays se réserve le droit de libérer ses terres occupées», en référence au Nagorny Karabagh.